# 영 매거진 서드
『영 매거진 서드』는 고단샤가 발행하는 월간 청년 만화 잡지다. 매월 6일 발매한다.

## 개요
「주간 영 매거진」의 증간으로서 2014년에 창간되었다. 첫 번째 호는 2014년 9월 5일 "2014년 9월 20일 20일 호"로 발매되었다. 별도 표기로 'Young Magazine the 3rd', 'MONTHLY YM the 3rd', 'YM 3rd' 등이 있다.
"싸움! 개그! 아이돌!"을 주장하고 있는 본지 "주간 영 매거진"과는 다른 노선을 지향하고 있어, 창간 전 고지 단계에서는 ‘불량’ ‘화보’를 다루지 않는다는 개념이 명시되어 있었다.

## 주요 작품

### 연재 중인 작품
- 다른 세계에서 기업 확장!? 변화하는 일자리의 기복
- 나와 악마의 블루스
- 키치조지는 당신이 살고 싶은 유일한 도시인가요?
- 데미는 이야기하고 싶어

## 참고 사항
1. 1 2  WEBヤンマガ - ヤングマガジン公式サイト - ヤングマガジン The 3rd - データなし（2014年8月28日時点のインターネットアーカイブ）
2. ↑  WEBヤンマガ - ヤングマガジン公式サイト - ヤングマガジン サード vol.1（2014年9月6日時点のアーカイブ）
3. ↑  WEBヤンマガ - ヤングマガジン公式サイト - No.32（2014年9月6日時点のアーカイブ）
4. ↑  WEBヤンマガ - ヤングマガジン公式サイト - ヤンマガHPが全面リニューアル!! &重大発表!!（2014年9月8日時点のアーカイブ）